# Let's Dance 3D
Let's Dance 3D (v anglickém originále Step Up 3D) je americký 3D taneční film z roku 2010. Za scénářem stály Amy Andelson a Emily Meyer a režie se ujal Jon M. Chu.
Film měl premiéru 2. srpna 2010 v Hollywoodu. Do světa byl vypuštěn 6. srpna 2012 ve 2D a 3D.

## Děj
Seriál sleduje Moose (Adam Sevani) a Camille Gage (Alyson Stoner), kteří nastupují na Newyorskou univerzitu. Při jednom tanečním souboji potkává Luka Katchera (Rick Malambri) a jeho taneční crew House of Pirates, ke kterým se později přidává. Společně soutěží ve World Jam taneční soutěži proti jejich velkým rivalům Samurai crew.

## Obsazení
- Adam Sevani jako Robert "Moose" Alexander III
- Rick Malambri jako Luke Katcher
- Sharni Vinson jako Natalie
- Alyson Stoner jako Camille Gage
- Joe Slaughter jako Julien
- Kaith Stalworth jako Jacob
- Kendra Andrews jako Anala
- Stephen "tWitch" Boss jako Jason
- Jonathan "Legacy" Perez jako Legz
- Martin Lombard jako Martin Santiago
- Facundo Lombard jako Marcos Santiago
- Oren "Flearock" Micheli jako Carlos
- Chadd "Madd Chadd" Smith jako Vladd
- Daniel "Cloud" Campos jako Kid Darkness
- Shirley Henriquez jako členkou pirátské crew
- Alberto Collado Aracena jako člen pirátské crew

### MSA Crew
- Luis Rosado jako Moster
- Harry Shum Jr. jako Cable
- LaJon Dantzler jako Smiles
- Janelle Cambridge jako Fly
- Mari Koda jako Jenny Kido
- Christopher Scott jak oHair
- Danielle Polanco jako Missy

### Lil Pirates
- Jalen Testerman
- Angelo "Lil Demon" Bailgad
- Simrin C Player
- Jose BoyBoi Tena

## Soundtrack
Soundtrackové album vyšlo 27. července 2010. Na albu se podíleli umělci jako Flo Rida, David Guetta, Trey Songz, T-Pain, Busta Rhymes, Mary J. Blige a další. Umístil se

### Tržby
Film vydělal za první večer promítání 6 657 326 dolarů. V celém světě vydělal za vysílací období 159 289 358 dolarů.